# 宝石賞
宝石賞（ほうせきしょう）は、岩谷書店のちの宝石社が主催していた推理小説、評論を対象とした公募新人文学賞。
- 宝石短篇賞：1946年開始、1964年終了、全17回
- 宝石中篇賞：1962年開始、1964年終了、全3回
- 宝石評論賞：1960年開始、1963年終了、全3回

## 宝石短篇賞
- 第1回から第3回までは、『宝石』探偵小説募集として、募集された。
- 第4回は、『宝石』百万円懸賞コンクールとして、規定枚数によって分かれたA・B・Cの三部門で募集された。
- 第5回は、『宝石』二十万円懸賞短篇コンクールとして、募集された。この回から受賞作を含めた候補25作が『別冊宝石』または『宝石』に掲載されるようになった。
- 第6回は、『宝石』二十万円懸賞として、募集された。
- 第7回から第12回までは、『宝石』短篇探偵小説懸賞として、募集された。
- 第13回から第15回までは、宝石賞として、募集された。
- 第16回から第17回までは、宝石短篇賞として、募集された。

### 選考委員
- 第1回 - 第3回：江戸川乱歩、城昌幸、水谷準
- 第4回：江戸川乱歩、城昌幸、水谷準、佐藤春夫、野村胡堂、大佛次郎、折口信夫、河盛好蔵、東郷青児、徳川夢声、渡辺紳一郎、坂口安吾、西條八十、大下宇陀児、久生十蘭、橋本乾三、式場隆三郎、角田喜久雄、木々高太郎、美作太郎、横溝正史、木村登、白石潔、松野一夫、長岡隆一郎、永田雅一、黒崎貞治郎、高橋邦太郎、池田太郎
- 第5回：江戸川乱歩、城昌幸、水谷準
- 第6回 - 第12回：江戸川乱歩、隠岐弘、城昌幸、水谷準
- 第13回：江戸川乱歩、城昌幸、中島河太郎、水谷準
- 第14回：江戸川乱歩、大内茂男、城昌幸、中島河太郎、水谷準
- 第15回 - 第16回：江戸川乱歩、城昌幸、中島河太郎、水谷準
- 第17回：笹沢左保、城昌幸、中島河太郎

### 受賞作
| 回（年）         | 応募数                   | 受賞作                               | 受賞者                     | 掲載                        |
| ---------------- | ------------------------ | ------------------------------------ | -------------------------- | --------------------------- |
| 第1回（1946年）  | 不明                     | 【当選】「犯罪の場」                 | 飛鳥高                     | 『宝石』1947年1月号         |
| 第1回（1946年）  | 不明                     | 【当選】「鸚鵡裁判」                 | 鬼怒川浩                   | 『宝石』1947年4月号         |
| 第1回（1946年）  | 不明                     | 【当選】「網膜物語」                 | 独多甚九                   | 『宝石』1947年2・3月合併号  |
| 第1回（1946年）  | 不明                     | 【当選】「オラン・ペンデクの復讐」   | 香山滋                     | 『宝石』1947年4月号         |
| 第1回（1946年）  | 不明                     | 【当選】「達磨峠の事件」             | 山田風太郎                 | 『宝石』1947年1月号         |
| 第1回（1946年）  | 不明                     | 【当選】「砥石」                     | 岩田賛                     | 『宝石』1947年4月号         |
| 第1回（1946年）  | 不明                     | 【当選】「殺人演出」                 | 島田一男                   | 『宝石』1947年2・3月合併号  |
| 第2回（1947年）  | 不明                     | 入選作なし                           | 入選作なし                 | 入選作なし                  |
| 第3回（1948年）  | 不明                     | 入選作なし                           | 入選作なし                 | 入選作なし                  |
| 第3回（1948年）  | 不明                     | 【選外佳作】「ネペンテス恐怖事件」   | 女々良修                   | 『別冊宝石』4号             |
| 第3回（1948年）  | 不明                     | 【選外佳作】「感傷誤解事件」         | 宇留木圭                   | 『別冊宝石』4号             |
| 第3回（1948年）  | 不明                     | 【選外佳作】「妖鬼の咒言」           | 岡田鯱彦                   | 『別冊宝石』4号             |
| 第3回（1948年）  | 不明                     | 【選外佳作】「雨の挿話」             | 蟻浪五郎                   | 『別冊宝石』4号             |
| 第3回（1948年）  | 不明                     | 【選外佳作】「紅鱒館の惨劇」         | 岡村雄輔                   | 『別冊宝石』4号             |
| 第3回（1948年）  | 不明                     | 【選外佳作】「カロリン海盆」         | 香住春作                   | 『別冊宝石』4号             |
| 第4回（1949年）  | A 54編 B 150編 C 約500編 | 【A 一等】「ペトロフ事件」           | 中川透                     | 『別冊宝石』8号             |
| 第4回（1949年）  | A 54編 B 150編 C 約500編 | 【A 二等】「渦潮」                   | 遠藤桂子                   | 『別冊宝石』9号             |
| 第4回（1949年）  | A 54編 B 150編 C 約500編 | 【A 三等】「硝子の家」               | 島久平                     | 『別冊宝石』8号             |
| 第4回（1949年）  | A 54編 B 150編 C 約500編 | 【B 一等】「山荘殺人事件」           | 角田実                     | 『別冊宝石』7号             |
| 第4回（1949年）  | A 54編 B 150編 C 約500編 | 【B 二等】「勝部良平のメモ」         | 丘美丈二郎                 | 『別冊宝石』7号             |
| 第4回（1949年）  | A 54編 B 150編 C 約500編 | 【B 二等】「市議殺人事件」           | 高林清治                   | 『別冊宝石』7号             |
| 第4回（1949年）  | A 54編 B 150編 C 約500編 | 【B 三等】「非情線の女」             | 坪田宏                     | 『別冊宝石』7号             |
| 第4回（1949年）  | A 54編 B 150編 C 約500編 | 【B 三等】「海底の墓場」             | 埴輪史郎                   | 『別冊宝石』7号             |
| 第4回（1949年）  | A 54編 B 150編 C 約500編 | 【B 三等】「冗談について」           | 錫薊二                     | 『別冊宝石』7号             |
| 第4回（1949年）  | A 54編 B 150編 C 約500編 | 【C 一等】「「罪ふかき死」の構図」   | 土屋隆夫                   | 『別冊宝石』6号             |
| 第4回（1949年）  | A 54編 B 150編 C 約500編 | 【C 二等】「かむなぎうた」           | 日影丈吉                   | 『別冊宝石』6号             |
| 第4回（1949年）  | A 54編 B 150編 C 約500編 | 【C 二等】「黄色の輪」               | 川島郁夫                   | 『別冊宝石』6号             |
| 第4回（1949年）  | A 54編 B 150編 C 約500編 | 【C 三等】「三つの樽」               | 宮原龍雄                   | 『別冊宝石』6号             |
| 第4回（1949年）  | A 54編 B 150編 C 約500編 | 【C 三等】「翡翠荘綺談」             | 丘美丈二郎                 | 『別冊宝石』6号             |
| 第4回（1949年）  | A 54編 B 150編 C 約500編 | 【C 三等】「自殺殺人事件」           | 須田刀太郎                 | 『別冊宝石』6号             |
| 第5回（1951年）  | 約500編                  | 一等・二等・三等入選作なし           | 一等・二等・三等入選作なし | 一等・二等・三等入選作なし  |
| 第5回（1951年）  | 約500編                  | 【優秀作】「木箱」                   | 愛川純太郎                 | 『別冊宝石』14号            |
| 第5回（1951年）  | 約500編                  | 【優秀作】「太神楽異妖」             | 池田紫星                   | 『別冊宝石』14号            |
| 第5回（1951年）  | 約500編                  | 【優秀作】「瘴気」                   | 緒方心太郎                 | 『別冊宝石』14号            |
| 第5回（1951年）  | 約500編                  | 【優秀作】「落石」                   | 狩久                       | 『別冊宝石』14号            |
| 第5回（1951年）  | 約500編                  | 【優秀作】「新納の棺」               | 宮原龍雄                   | 『別冊宝石』14号            |
| 第5回（1951年）  | 約500編                  | 【佳作】「井桁模様殺人事件」         | 黒津富二                   | 『別冊宝石』14号            |
| 第5回（1951年）  | 約500編                  | 【佳作】「仮面」                     | 山沢晴雄                   | 『別冊宝石』14号            |
| 第5回（1951年）  | 約500編                  | 【佳作】「氷塊」                     | 由良啓一                   | 『別冊宝石』14号            |
| 第5回（1951年）  | 約500編                  | 【選外佳作】「佐門谷」               | 丘美丈二郎                 | 『別冊宝石』14号            |
| 第5回（1951年）  | 約500編                  | 【選外佳作】「断層」                 | 川島郁夫                   | 『別冊宝石』14号            |
| 第5回（1951年）  | 約500編                  | 【選外佳作】「奇妙な招待状」         | 土屋隆夫                   | 『別冊宝石』14号            |
| 第5回（1951年）  | 約500編                  | 【選外佳作】「墓」                   | 楢木重太郎                 | 『別冊宝石』14号            |
| 第5回（1951年）  | 約500編                  | 【選外佳作】「売れる原稿を書く秘訣」 | 萬朶麗                     | 『別冊宝石』14号            |
| 第5回（1951年）  | 約500編                  | 【選外佳作】「黒髪はなぜ編まれる」   | 夢座海二                   | 『別冊宝石』14号            |
| 第5回（1951年）  | 約500編                  | 【選外佳作】「背信」                 | 南達夫                     | 『別冊宝石』14号            |
| 第6回（1952年）  | 約300編                  | 【第一席】「私は誰でしょう」         | 足柄左右太                 | 『別冊宝石』24号            |
| 第6回（1952年）  | 約300編                  | 【第一席】「耳」                     | 袂春信                     | 『別冊宝石』24号            |
| 第6回（1952年）  | 約300編                  | 【第一席】「銀智慧の輪」             | 山沢晴雄                   | 『別冊宝石』24号            |
| 第6回（1952年）  | 約300編                  | 【第二席】「白い路」                 | 梶龍雄                     | 『別冊宝石』24号            |
| 第6回（1952年）  | 約300編                  | 【第二席】「青の斑点」               | 梶田八郎                   | 『別冊宝石』24号            |
| 第6回（1952年）  | 約300編                  | 【第二席】「消えた男」               | 鳥井及策                   | 『別冊宝石』24号            |
| 第6回（1952年）  | 約300編                  | 【佳作】「天の斧」                   | 藤山貴一郎                 | 『別冊宝石』24号            |
| 第6回（1952年）  | 約300編                  | 【佳作】「激流」                     | 川下米一                   | 『別冊宝石』24号            |
| 第6回（1952年）  | 約300編                  | 【佳作】「砒素の谷」                 | 衆理一                     | 『別冊宝石』24号            |
| 第6回（1952年）  | 約300編                  | 【佳作】「夏の光」                   | 南達夫                     | 『別冊宝石』24号            |
| 第7回（1953年）  | 約300編                  | 【第一席】該当作なし                 | 【第一席】該当作なし       | 【第一席】該当作なし        |
| 第7回（1953年）  | 約300編                  | 【第二席】「アルルの秋」             | 鈴木秀郎                   | 『別冊宝石』33号            |
| 第7回（1953年）  | 約300編                  | 【第二席】「何故に穴は掘られるか」   | 井上銕                     | 『別冊宝石』33号            |
| 第7回（1953年）  | 約300編                  | 【佳作】「真剣な戯れ」               | 山上笙介                   | 『別冊宝石』33号            |
| 第7回（1953年）  | 約300編                  | 【佳作】「みかん山」                 | 白家太郎                   | 『別冊宝石』33号            |
| 第7回（1953年）  | 約300編                  | 【佳作】「死の黙劇」                 | 山沢晴雄                   | 『別冊宝石』33号            |
| 第8回（1954年）  | 約300編                  | 【第一位】「X橋付近」                | 高城高                     | 『宝石』1955年増刊号        |
| 第8回（1954年）  | 約300編                  | 【第二位】「足音」                   | 深尾登美子                 | 『宝石』1955年増刊号        |
| 第8回（1954年）  | 約300編                  | 【佳作】「N駅着信越線九時三十分」    | 坂井薫                     | 『宝石』1955年増刊号        |
| 第8回（1954年）  | 約300編                  | 【佳作】「曲った部屋」               | 座間美郎                   | 『宝石』1955年増刊号        |
| 第8回（1954年）  | 約300編                  | 【佳作】「白いドレス」               | 折口達也                   | 『宝石』1955年増刊号        |
| 第8回（1954年）  | 約300編                  | 【佳作】「お金捜し」                 | 平井昌三                   | 『宝石』1955年増刊号        |
| 第8回（1954年）  | 約300編                  | 【佳作】「その夜の有利子」           | 灰沼樵                     | 『宝石』1955年増刊号        |
| 第9回（1955年）  | 約200編                  | 【第一位】「深淵の底」               | 土英雄                     | 『宝石』1956年増刊号        |
| 第9回（1955年）  | 約200編                  | 【第二位】「落ちる」                 | 白家太郎                   | 『宝石』1956年増刊号        |
| 第9回（1955年）  | 約200編                  | 【上位佳作】「黄いろい道しるべ」     | 白家太郎                   | 『宝石』1956年増刊号        |
| 第9回（1955年）  | 約200編                  | 【上位佳作】「魔女の足あと」         | 大島薫                     | 『宝石』1956年増刊号        |
| 第9回（1955年）  | 約200編                  | 【上位佳作】「月の光」               | 利根安理                   | 『宝石』1956年増刊号        |
| 第9回（1955年）  | 約200編                  | 【佳作】「灯り」                     | 藤井政彦                   | 『宝石』1956年増刊号        |
| 第9回（1955年）  | 約200編                  | 【佳作】「検体X」                    | 坂西明                     | 『宝石』1956年増刊号        |
| 第9回（1955年）  | 約200編                  | 【佳作】「消えた街」                 | 川野京輔                   | 『宝石』1956年増刊号        |
| 第9回（1955年）  | 約200編                  | 【佳作】「誰が私を殺したか」         | 室生吾郎                   | 『宝石』1956年増刊号        |
| 第10回（1956年） | 約200編                  | 【第一位】「悪魔のような女」         | 椰子力                     | 『宝石』62号                |
| 第10回（1956年） | 約200編                  | 【第二位】「旅の男」                 | 安永一郎                   | 『宝石』62号                |
| 第10回（1956年） | 約200編                  | 【第二位】「新進作家殺人事件」       | 守門賢太郎                 | 『宝石』62号                |
| 第10回（1956年） | 約200編                  | 【佳作】「自動車殺人事件」           | 仏三吉                     | 『宝石』62号                |
| 第10回（1956年） | 約200編                  | 【佳作】「われら集いて死者を悼む」   | 膳哲之助                   | 『宝石』62号                |
| 第10回（1956年） | 約200編                  | 【佳作】「呪いの夜」                 | 智山宏史                   | 『宝石』62号                |
| 第10回（1956年） | 約200編                  | 【佳作】「わたしも言えない」         | 長房夫                     | 『宝石』62号                |
| 第10回（1956年） | 約200編                  | 【佳作】「不幸な姉弟」               | 坂井薫                     | 『宝石』62号                |
| 第11回（1957年） | 不明                     | 【第一席】「風の便り」               | 竹村直伸                   | 『宝石』74号                |
| 第11回（1957年） | 不明                     | 【第二席】「兄と妹の話」             | 山本稲夫                   | 『宝石』74号                |
| 第11回（1957年） | 不明                     | 【第二席】「五人のマリア」           | 菱形伝次                   | 『宝石』74号                |
| 第11回（1957年） | 不明                     | 【佳作】「未完の遺書」               | 茂利樹夫                   | 『宝石』74号                |
| 第11回（1957年） | 不明                     | 【佳作】「サルドニクスの笑」         | 鷹野宏                     | 『宝石』74号                |
| 第11回（1957年） | 不明                     | 【佳作】「予告された死」             | 鈴木五郎                   | 『宝石』74号                |
| 第12回（1959年） | 不明                     | 【第一席】「灰色の思い出」           | 山村直樹                   | 『宝石』1958年臨時増刊号    |
| 第12回（1959年） | 不明                     | 【第二席】「復讐墓参」               | 安永一郎                   | 1958年臨時増刊号            |
| 第12回（1959年） | 不明                     | 【佳作】「深草少将の死」             | 西川斗志也                 | 1958年臨時増刊号            |
| 第12回（1959年） | 不明                     | 【佳作】「余儀ない罪」               | 濠黄八                     | 1958年臨時増刊号            |
| 第12回（1959年） | 不明                     | 【佳作】「闇の中の伝言」             | 笹沢佐保                   | 1958年臨時増刊号            |
| 第12回（1959年） | 不明                     | 【佳作】「東海村殺人事件」           | 黒木曜之助                 | 1958年臨時増刊号            |
| 第12回（1959年） | 不明                     | 【佳作】「千三つ」                   | 鷹野宏                     | 1958年臨時増刊号            |
| 第13回（1960年） | 不明                     | 【一席】「女と子供」                 | 藤木靖子                   | 『宝石』1960年4月号         |
| 第13回（1960年） | 不明                     | 【二席】「カックー・カックー」       | 吉田千秋                   | 『宝石』1960年臨時増刊号    |
| 第13回（1960年） | 不明                     | 【佳作】「初釜」                     | 藤井礼子                   | 『宝石』1960年臨時増刊号    |
| 第13回（1960年） | 不明                     | 【佳作】「紙屑は屑籠に」             | 猪股聖吾                   | 『宝石』1960年臨時増刊号    |
| 第13回（1960年） | 不明                     | 【佳作】「奇術師」                   | 土岐到                     | 『宝石』1960年臨時増刊号    |
| 第13回（1960年） | 不明                     | 【佳作】「意志の声」                 | 縄田厚                     | 『宝石』1960年臨時増刊号    |
| 第14回（1961年） | 不明                     | 【一席】「屍衛兵」                   | 蒼社廉三                   | 『宝石』1961年5月号         |
| 第14回（1961年） | 不明                     | 【一席】「蟻塚」                     | 川辺豊三                   | 『宝石』1961年5月号         |
| 第14回（1961年） | 不明                     | 【佳作】「抒情の殺人」               | 福田鮭二                   | 『宝石』1961年臨時増刊号    |
| 第14回（1961年） | 不明                     | 【佳作】「くかだち」                 | 神鳥統夫                   | 『宝石』1961年臨時増刊号    |
| 第14回（1961年） | 不明                     | 【佳作】「報酬は一割」               | 荘野忠雄                   | 『宝石』1961年臨時増刊号    |
| 第14回（1961年） | 不明                     | 【佳作】「錬金術」                   | 会津史郎                   | 『宝石』1961年臨時増刊号    |
| 第15回（1962年） | 不明                     | 【一席】「死にゆくものへの釘」       | 田中万三記                 | 『宝石』1962年4月号         |
| 第15回（1962年） | 不明                     | 【一席】「進化論の問題」             | 新羽精之                   | 『宝石』1962年4月号         |
| 第15回（1962年） | 不明                     | 【佳作】「或る情事の果て」           | 後藤幸次郎                 | 『宝石』1962年1月臨時増刊号 |
| 第15回（1962年） | 不明                     | 【佳作】「親友記」                   | 天藤真                     | 『宝石』1962年1月臨時増刊号 |
| 第15回（1962年） | 不明                     | 【佳作】「死後経過約二時間」         | 来栖阿佐子                 | 『宝石』1962年1月臨時増刊号 |
| 第16回（1963年） | 不明                     | 【一席】「鷹と鳶」                   | 天藤真                     | 『宝石』1963年4月号         |
| 第16回（1963年） | 不明                     | 【一席】「或る老後」                 | 千葉淳平                   | 『宝石』1963年4月号         |
| 第16回（1963年） | 不明                     | 【佳作】「土壇場」                   | 奥野光信                   | 『宝石』1963年1月臨時増刊号 |
| 第16回（1963年） | 不明                     | 【佳作】「つるばあ」                 | 石沢英太郎                 | 『宝石』1963年1月臨時増刊号 |
| 第17回（1964年） | 371編                    | 【一席】「笞刑」                     | 冬木喬                     | 『宝石』1964年1月臨時増刊号 |
| 第17回（1964年） | 371編                    | 【一席】「枕頭の青春」               | 大貫進                     | 『宝石』1964年1月臨時増刊号 |
| 第17回（1964年） | 371編                    | 【次席】「仲の良い兄弟」             | 桂真佐喜                   | 『宝石』1964年1月臨時増刊号 |

### 主な落選作
- 第1回：山田風太郎「雪女」
- 第4回：岡田鯱彦「紅い頸巻」、「真実追求家」
- 第4回：川島郁夫（藤村正太）「盛装」、「接吻物語」
- 第4回：伊勢夏之助（伊藤桂一）「虫田博士の手術」
- 第4回：中川淳一（鮎川哲也）「地虫」
- 第5回：山沢晴雄「砧最初の事件」
- 第12回：笹沢佐保（笹沢左保）「九人目の犠牲者」
- 第14回：広瀬正「殺そうとした」
- 第14回：西村京太郎「黒の記憶」
- 第16回：桂真佐喜（辻真先）「生意気な鏡の物語」
- 第16回：斎藤栄「メバル」
- 第16回：滝井峻三（和久峻三）「金の卵」

## 宝石中篇賞

### 選考委員
- 第1回：江戸川乱歩、水谷準、大内茂男
- 第2回：佐野洋、多岐川恭、平野謙
- 第3回：佐野洋、多岐川恭、長沼弘毅、平野謙

### 受賞作
| 回（年）        | 応募数                 | 受賞作                     | 受賞者                 | 掲載                        |
| --------------- | ---------------------- | -------------------------- | ---------------------- | --------------------------- |
| 第1回（1962年） | 不明                   | 【入選】「交叉する線」     | 草野唯雄               | 『宝石』1962年6月臨時増刊号 |
| 第2回（1963年） | 不明                   | 【入選】「機密」           | 斎藤栄                 | 『宝石』1963年7月臨時増刊号 |
| 第2回（1963年） | 不明                   | 【佳作一席】「戦国主従」   | 鈴木五郎               | 『宝石』1963年7月臨時増刊号 |
| 第2回（1963年） | 不明                   | 【佳作二席】「翠水館説話」 | 早奈也人               | 『宝石』1963年7月臨時増刊号 |
| 第3回（1964年） | 『宝石』休刊により中止 | 『宝石』休刊により中止     | 『宝石』休刊により中止 | 『宝石』休刊により中止      |

### 主な落選作
- 第1回：斎藤栄「女だけの部屋」
- 第1回：稲垣一城（稲垣史生）「折焚く柴の記」
- 第1回：夏樹しのぶ（夏樹静子）「ガラスの鎖」
- 第1回：天藤真「塔の家の三人の女」
- 第2回：辻五郎（辻蟻郎）「無関心な少年」
- 第2回：山沢晴雄「離れた家」
- 第2回：田中文雄「白い翼の郷」

## 宝石評論賞

### 選考委員
- 第1回：大内茂男、中島河太郎、平野謙、村松剛
- 第2回 - 第3回：十返肇、中島河太郎、平野謙、村松剛、宝石編集部

### 受賞作
| 回（年）        | 応募数     | 受賞作                                                | 受賞者     | 掲載                |
| --------------- | ---------- | ----------------------------------------------------- | ---------- | ------------------- |
| 第1回（1960年） | 不明       | 入選作なし                                            | 入選作なし | 入選作なし          |
| 第1回（1960年） | 不明       | 【選外佳作】「感傷の効用 レイモンド・チャンドラー論」 | 権田万治   | 『宝石』1960年8月号 |
| 第1回（1960年） | 不明       | 【選外佳作】「ポアロの微笑 A・クリスティについて」    | 佐藤東洋麿 | 『宝石』1960年6月号 |
| 第2回（1962年） | 入選作なし | 入選作なし                                            | 入選作なし | 入選作なし          |
| 第3回（1963年） | 発表なし   | 発表なし                                              | 発表なし   | 発表なし            |